# Шрекінгерит

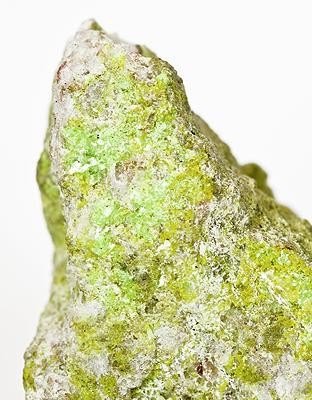
Шрекінгерит

Шрекінгерит (рос. шрекингерит; англ. schroeckingerite; нім. Schröckingerit m) — мінерал, водний сульфаткарбонатфлуорит урану, натрію та кальцію.
Названий на честь австрійського геолога і мінералога Й. Фон Шрьокінґера (J. Von Schröekinger), A.Schrauf, 1873.
Синоніми: дакеїт.

## Опис
Хімічна формула: NaCa3(UO2)(CO3)3[SO4]Fx10H2O.
Містить (%): Na2O — 3,49; CaO — 18,93; UO3 — 32,19; SO3 — 9,01; CO2 — 14,86; F — 2,14; H2O — 20,18.
Сингонія ромбічна. Ромбо-дипірамідальний вид. Форми виділення: асоціації кристалів-лусочок, розетки, шестигранні таблички зі слюдоподібною спайністю. Густина 2,5. Тв. 2,5-3,0. Колір темно-зелений, зелено-жовтий. Блиск слабкий скляний. Прозорий. Флуоресціює. Кінцевий продукт зміни ураніту. Асоціює з ґіпсом. Випадає з ґрунтових вод у вигляді невеликих конкрецій у глині, що містить гіпс і утворює вицвіти. Рідкісний.

## Розповсюдження
Знахідки: Тюрингія, Саксонські Рудні гори (ФРН), Яхимов (Чехія), копальня Гілсайд (штат Аризона, США).